# Agaricia fragilis
Espèce
Statut de conservation UICN

 DD  : Données insuffisantes
Statut CITES
Agaricia fragilis est une espèce de coraux appartenant à la famille des Agariciidae.